# João de Almeida Bruno
João de Almeida Bruno OPmTE • MPPmVM • MPCG • MSCG • MPMM • MOCE (Lisboa, Santa Isabel, 30 de julho de 1935 – Lisboa, Lumiar, 10 de Agosto de 2022) foi um General da Exército Português, membro do Regimento de Comandos e Presidente do Supremo Tribunal Militar.
Enquanto Major de Cavalaria Comando, depois promovido por distinção a Tenente-Coronel, distinguiu-se na Guerra Colonial, na Guiné, integrado no Regimento de Comandos. Pelos seus feitos de bravura recebeu as 3 mais altas condecorações nacionais: Ordem Militar da Torre e Espada, Medalha de Valor Militar e Medalha da Cruz de Guerra. Foi condecorado pelo Presidente Américo Thomaz com o grau de Oficial com Palma da Ordem Militar da Torre e Espada, do Valor, Lealdade e Mérito, a mais alta condecoração portuguesa. Já anteriormente lhe tinha sido outorgada a Medalha de Prata de Valor Militar com Palma e duas Medalhas da Cruz de Guerra, respectivamente, de 1.ª e 2.ª Classes.
Foi Comandante da Academia Militar de 1989 a 1993. Promovido ao posto de General (4 estrelas), foi Presidente do Supremo Tribunal Militar de 1994 até 1998, quando passou à reserva após 46 anos de serviço militar.

## Carreira
Fazendo parte do estado-maior do então governador militar António Spínola, em 8 de Março de 1972, comanda a Operação Ametista Real cujo objectivo era desarticular e destruir as forças do PAIGC, em Kumbamori, no Senegal. Para isso, dividiu o seu batalhão em 3 agrupamentos, comandados respectivamente pelo capitão Matos Gomes, Raul Folques e capitão António Ramos. Neste último grupo participou também, o então Alferes Marcelino da Mata.  A operação foi um sucesso resultando em danos elevados nas instalações e armamento do PAIGC e reduzidas baixas Portuguesas.
Em 16 Março de 1974, fez parte do Levantamento das Caldas, cujo objectivo era o derrube do regime. O seu ex-comandante Spínola, cujo livro Portugal e o Futuro estimulara os golpistas, diria sobre o seu falhanço "os rapazes precipitaram-se". Foi então preso pela PIDE, que tinha ordens para o matar caso houvesse resistência à ordem de prisão. Foi libertado aquando a Revolução de 25 de Abril de 1974.
Em 1975, toma parte na Intentona de 11 de Março, a comando de António Spínola. Dirige-se ao comandante do Batalhão de Comandos na Amadora, o coronel Jaime Neves, comunicando-lhe o ataque iminente ao RAL-1, fase inicial do golpe, atribuindo-lhe as missões de ocupação da Ponte 25 de Abril e das instalações do Rádio Clube Português e bloqueio a qualquer movimento de tropas do Regimento de Infantaria Operacional de Queluz. Mas o interpelado decide não participar no golpe depois de saber que a Escola Prática de Cavalaria de Santarém não se envolveria, e entra em contacto com o COPCON. Almeida Bruno ficará do lado de Jaime Neves, passando então a recusar-se falar com Spínola no demais decorrer da intentona. Declararia posteriormente não estar a par da conspiração, tendo-se deslocado à Amadora para assuntos relacionados com a constituição da Associação de Comandos, no que foi desmentido pelo próprio Jaime Neves. Perante indicação dada por Otelo Saraiva de Carvalho, comandante do COPCON, apresenta-se de novo no regimento de Comandos da Amadora, onde é detido. É libertado a 25 de Novembro de 1975 e reintegrado nas forças armadas.

## Condecorações e Homenagens

### Ordens e Condecorações Nacionais
- Oficial com Palma da Ordem Militar da Torre e Espada, do Valor, Lealdade e Mérito (6 de Julho de 1973)
- Medalha de Prata de Valor Militar com Palma
- Medalha da Cruz de Guerra de 1.ª Classe
- Medalha da Cruz de Guerra de 2.ª Classe
- Grã-Cruz da Ordem Militar de Avis (10 de Junho de 1991)
- Comendador da Ordem Militar de Avis (3 de Julho de 1986)
- 3 Medalhas de Ouro de Serviços Distintos
- Medalha de Prata de Serviços Distintos
- Grã-Cruz da Medalha de Mérito Militar
- Medalha de Mérito Militar de 1.ª Classe
- Medalha de Mérito Militar de 2.ª Classe
- Medalha de Mérito Militar de 3.ª Classe
- Medalha de Ouro de Comportamento Exemplar
- Medalha de Prata de Comportamento Exemplar
- Medalha dos Promovidos por Feitos Distintos em Campanha
- 4 Medalhas Comemorativas das Campanhas

### Ordens e Condecorações Internacionais
- Grã-Cruz da Ordem do Mérito da Alemanha Federal
- Grã-Cruz da Ordem de Mérito da Áustria
- Grã-Cruz da Ordem Leopoldo II da Bélgica
- Grã-Cruz da Ordem do Rio Branco do Brasil
- Grande Oficial da Ordem da Fénix da Grécia
- Grande Oficial da Ordem de Mérito da Itália
- Cavaleiro Comandante da Ordem do Império Britânico do Reino Unido
- Grã-Cruz da Ordem Francisco Miranda da Venezuela

### Homenagens
A biblioteca da Academia Militar da Amadora foi, em 29 de maio de 2023, baptizada como Biblioteca “General João de Almeida Bruno”.